# Mario Tozzi (Maler)
Mario Tozzi (* 30. Oktober 1895 in Fossombrone; † 8. September 1979 in Saint-Jean-du-Gard) war ein italienischer Maler.

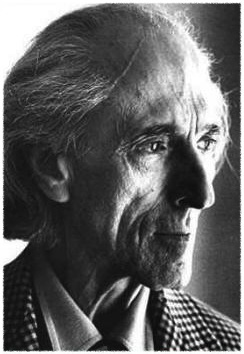
Mario Tozzi

## Leben

### Kindheit und Jugend
Mario Tozzi wurde in Fossombrone, in der Provinz Pesaro und Urbino, als erster von fünf Brüdern geboren. Sein Vater Giacinto Tommaso, ein Arzt, zog mit seiner Familie nach Suna am piemontesischen Ufer des Lago Maggiore. Nach dem Abbruch seines Chemiestudiums am Institut L. Cobianchi in Intra widmete er sich seiner künstlerischen Berufung und trat 1913 in die Accademia di Belle Arti di Bologna ein, wo er Morandi und Licini kennenlernte. Sein Studium schloss er im Jahr 1915 ab. Seinen Militärdienst leistete er im Ersten Weltkrieg ab, in dem er zwei Brüder verlor.

### 1919–1935: Pariser Zeit

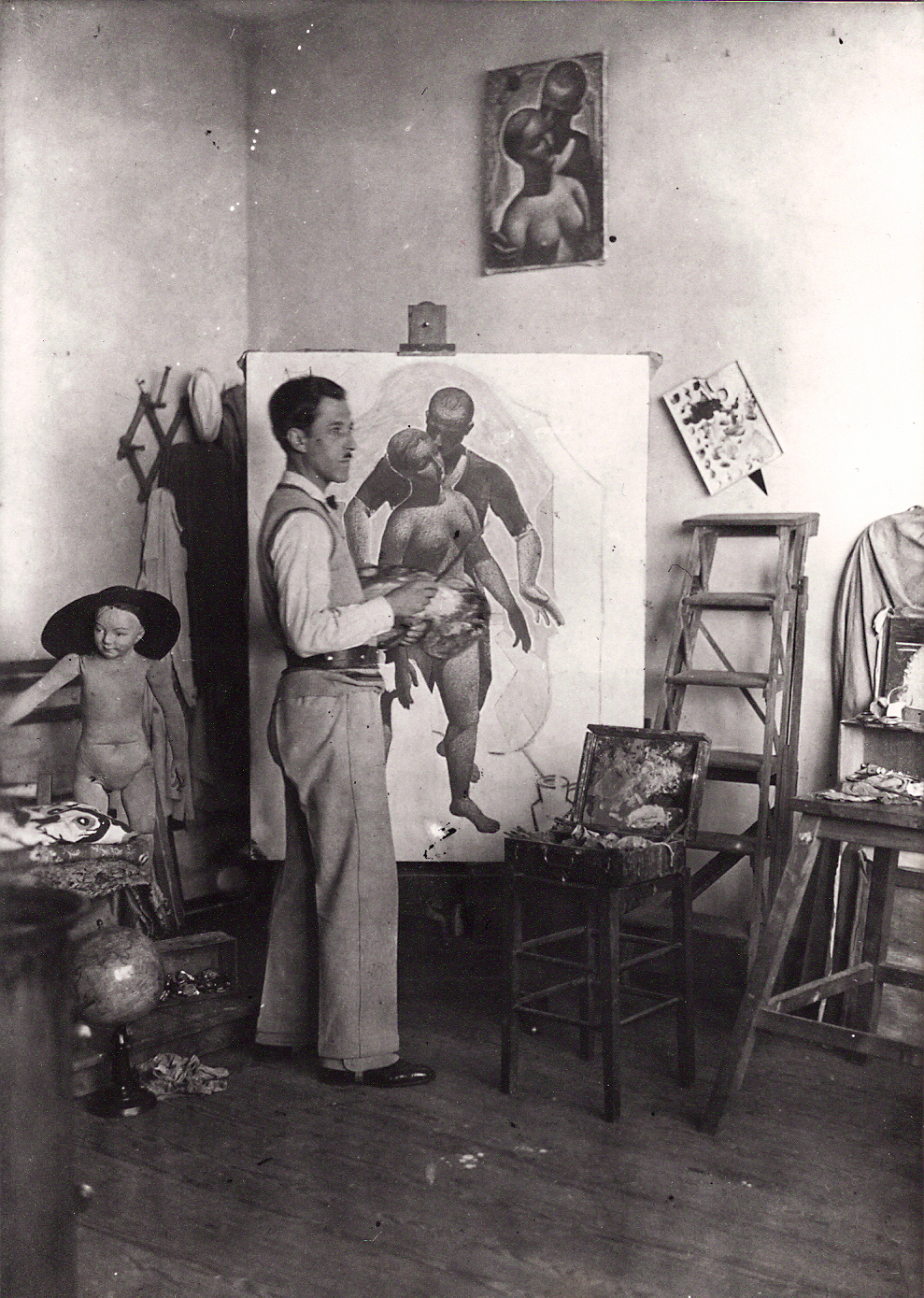
Tozzi in seinem Studio in Lignorelles (1930)

Nach seiner Ausmusterung im Jahr 1919 heiratete er die junge Französin Marie Therèse Lemaire und ließ sich mit ihr in Paris nieder. Hier stellte er auf dem Salon des Artistes Indépendantes, dem Salon d’Automne und dem Salon des Tuileries aus, wo er sofort die Aufmerksamkeit der Kritiker auf sich zog. 1926 traf er seinen Freund Licini in Paris und lernte die anderen italienischen Avantgarde-Maler kennen. Er schloss insbesondere Freundschaft mit dem Maler und Werbeplakatkünstler Severo Pozzati.
Im selben Jahr nahm er an der ersten Ausstellung der Novecento teil. Mit Campigli, de Chirico, de Pisis, Paresce, Savinio und Severini gründete er die Groupe des Sept (Gruppe der Sieben, auch bekannt als Les Italiens de Paris). In den 1930er Jahren hatte er seine größten Erfolge. Er wurde von der französischen Regierung mit dem Orden der Ehrenlegion ausgezeichnet.

### 1936–1957: Rückkehr nach Rom und gesundheitliche Probleme
Nach seiner Rückkehr nach Rom im Jahr 1936 widmete er sich der Freskomalerei (1938 für die Innenausstattung des Justizpalastes in Mailand). In den Jahren 1938 und 1942 stellte er auf der Biennale von Venedig aus.
Die vierziger und fünfziger Jahren waren für ihn eine lange Periode mit wenig Arbeit, aber dafür stellte er tiefgründige Überlegungen an und nahm auch wegen ernster gesundheitlicher Probleme nicht an Ausstellungen teil. Er nahm jedoch 1948, 1952 und 1954 an der Biennale von Venedig teil.

### 1958–1979: Zwischen Suna und Frankreich

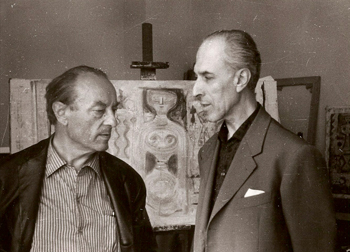
Tozzi mit Massimo Campigli in Saint-Tropez (1963)

1958 stellt er schließlich wieder in der Galleria Annunciata in Mailand aus. 1960 zog er in das Haus seiner Familie in Suna. Aus dieser Zeit sind seine Gemälde mit den „weißen Hintergründen“ und seine Farblithographien von Frauenköpfen bekannt.
1971 kehrte er nach Frankreich zurück, um in der Nähe seiner Tochter und seiner Enkelkinder zu sein, wo er 1979 starb.

### Posthume Rezeption

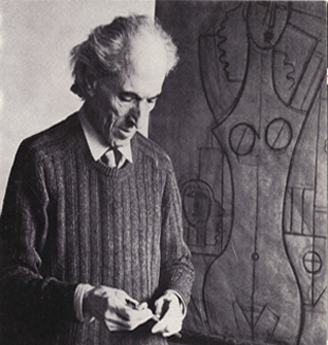
Tozzi in seinem Pariser Studio (1973)

1988 veröffentlichte Giorgio Mondadori Editore den Catalogo ragionato generale dei dipinti di Mario Tozzi, ein zweibändiges Werk, herausgegeben von Marilena Pasquali in enger Zusammenarbeit mit der Tochter Francesca Tozzi und dem Studio Tozzi in Foiano della Chiana (Arezzo) in der Person von Professor Tiezzi. Im Jahr 2012 wurde die künstlerische und kulturelle Vereinigung Mario Tozzi gegründet.
Im Jahr 2021 erklärte das Kulturministerium das Archiv von Maestro Mario Tozzi als besonders wichtiges historisches Interesse und schützte es als Kulturerbe.